# David Owen Dodd
Pour les articles homonymes, voir Dodd.
Compléments
Pendu comme espion dans la guerre de Sécession
David Owen Dodd (10 novembre 1846 - 8 janvier 1864) fut un américain, qui à l'âge de 17 ans fut jugé, condamné et pendu en tant qu'espion confédéré, durant la guerre de Sécession.